# دهستان سودلانه
سودلانه، دهستانی است از توابع بخش مرکزی شهرستان قوچان در استان خراسان رضوی ایران.

## جمعیت
این دهستان بر اساس سرشماری سال ۱۳۸۵ جمعیتش (۴٬۵۱۲خانوار) برابر با ۱۸٬۹۸۵نفر
بوده است.